# باولا أنتونيللي
باولا أنتونيللي (بالإيطالية: Paola Antonelli)‏ هي مؤرخة الفن ومهندسة معمارية إيطالية، ولدت في 13 مايو 1963 في ساساري في إيطاليا.